# Polo de Haas
Polo de Haas (Amsterdam, 25 september 1933 – aldaar, 17 april 2022) was een Nederlands concertpianist.

## Levensloop
Polo de Haas studeerde aan het Amsterdams Conservatorium en zette daarna zijn studie voort bij Jacques Février in Parijs. Ook kreeg hij in Brussel les van Eduardo del Pueyo.
De Haas heeft zich in zijn carrière als pianist nooit gespecialiseerd in een specifiek repertoire. In een interview zei hij ooit: "Er is geen muziek waarvan ik zeg: dat is geen muziek. Alle geluid is muziek". Hij trad op met alle Nederlandse symfonieorkesten en verzorgde ook veel radio- en televisieoptredens. Voorts gaf hij recitals in heel Europa, Japan, Canada, Korea, Cuba en de Verenigde Staten. Hij maakte al vroeg plaatopnamen en heeft zich onder meer toegelegd op het werk van Simeon ten Holt. Hij werkte mee aan talrijke uitvoeringen en opnamen van diens muziek; de cd van diens Canto Ostinato, die hij maakte met pianist Kees Wieringa, werd in 2001 een Gouden Plaat. Verder maakte hij platen en cd’s met werken van Skrjabin, Prokofjev, Scarlatti, Moessorgski, Satie en Beethoven. Hij is ook te horen op de studioversie van de Shaffy cantate van Ramses Shaffy.
De Haas presenteerde sinds 1994 zijn eigen concertserie in de Beurs van Berlage in Amsterdam en sinds 2010 in de Kleine Zaal van het Koninklijk Concertgebouw in Amsterdam. Daarbij werd klassieke, eigentijdse en geïmproviseerde en niet-westerse muziek gecombineerd met poëzie, verhalen, film, beeldende kunst en exposities.
Hij kreeg een groot aantal onderscheidingen, zoals de Eerste Prijs op het ICC Concours in Amsterdam en de Zilveren Vriendenkrans van het Concertgebouw. Vanwege zijn verdiensten als pianist en het feit dat hij een voorvechter was van eigentijdse muziek, werd hij in 1996 benoemd tot ridder in de Orde van de Nederlandse Leeuw.
De Haas overleed op 88-jarige leeftijd aan de gevolgen van een longontsteking.

## Discografie

### Albums
- Simeon ten Holt: Soloduiveldans 2 en 3 (1991)
- Pasternak, Skrjabin, Prokofjev (1993)
- De Leeuw, Loevendie en De Haas (1992)
- Soolmaan, met Leoni Jansen, Egon Kracht, Pierre Courbois (1992)
- Simeon ten Holt: Horizon, met Yoko Abe, Margaret Krill, Fred Oldenburg (1988)
- Simeon ten Holt: Canto Ostinato, met Kees Wieringa (1996)
- Simeon ten Holt: Méandres, met Ellen Dijkhuizen, Kees Wieringa en Fred Oldenburg (1999)
- Scarlatti, Moessorgski, Beethoven (2000)
- Gong..., met Pierre Courbois (2000)
- Escher, Goeyvaerts, Bruynèl, Straesser, Bank, Bon, Kunst, Orthel (2001)
- Urgent, met Harry Sparnaay (2002)
- 1980 & 2020. Piano improvisations (2021)

### Hitnotering
| Album met eventuele hitnotering(en) in de Nederlandse Album Top 100 | Datum van verschijnen | Datum van binnenkomst | Hoogste positie | Aantal weken | Opmerkingen       |
| ------------------------------------------------------------------- | --------------------- | --------------------- | --------------- | ------------ | ----------------- |
| Simeon ten Holt - Canto ostinato                                    | 2012                  | 01-12-2012            | 83              | 1*           | met Kees Wieringa |

- Gemeinsame Normdatei: 1089771010
- International Standard Name Identifier: 0000 0000 4311 2273
- Library of Congress Control Number: no97017385
- MusicBrainz: 233f0599-7ab1-45df-890e-18709323127d
- Nationale Bibliotheek van Israël: 987011289362505171
- Nederlandse Thesaurus van Auteursnamen: 074898434
- Virtual International Authority File: 21745411